# Großer Preis von Monaco 1986
Der Große Preis von Monaco 1986 (offiziell XLIV Grand Prix Automobile de Monaco) fand am 11. Mai auf dem Circuit de Monaco in Monte Carlo statt und war das vierte Rennen der Formel-1-Weltmeisterschaft 1986.

## Berichte

### Hintergrund
Der Stadtkurs von Monaco war im Vorfeld des Rennens mit einer neuen Schikane im Bereich des Hafens modifiziert worden, die die Strecke um 14 Meter verlängerte und für etwas langsamere Geschwindigkeiten in diesem Abschnitt sorgte.
Patrick Tambay trat von nun an ebenfalls mit einem Lola THL2 mit Ford-Cosworth-Turbomotor an, der bereits zwei Wochen zuvor beim Großen Preis von San Marino von seinem Teamkollegen Alan Jones eingesetzt worden war. Bei Tyrrell gingen beide Fahrer erstmals mit dem neuen Typ 015 an den Start.

### Training
Ayrton Senna qualifizierte sich erstmals in dieser Saison nicht für die Pole-Position, sondern für den dritten Startplatz hinter Alain Prost und Nigel Mansell. Es folgte Michele Alboreto vor Gerhard Berger und Riccardo Patrese.
Da nur 20 Fahrzeuge zum Rennen auf dem engen Kurs zugelassen wurden, verfehlten sechs Piloten die Qualifikation, darunter mit Johnny Dumfries ein Lotus-Pilot.

### Rennen
Aufgrund eines kurzfristigen Wechsels in ein T-Car musste der eigentlich für den sechsten Startplatz qualifizierte Jacques Laffite vom Ende des Feldes ins Rennen gehen.
Prost beendete die erste Runde als Führender vor Senna, Mansell, Alboreto und dem vom neunten Platz aus gestarteten Keke Rosberg. Während der ersten 15 Runden kam es zwischen diesen Piloten zu keinen Positionswechseln. Dann allerdings überholte Rosberg zunächst Alboreto und zog zehn Umläufe später an Mansell vorbei.
Nachdem Prost und Senna ihre planmäßigen Boxenstopps absolviert hatten, führte Prost vor seinem Teamkollegen Rosberg, der das Rennen ohne zwischenzeitlichen Reifenwechsel absolvierte. Senna folgte vor Mansell. Begünstigt durch die technisch bedingten Ausfälle von Alboreto und Gerhard Berger, gelangten René Arnoux und Nelson Piquet auf die Plätze fünf und sechs. In der 51. Runde nahm Laffite den sechsten Rang ein. Die Reihenfolge an der Spitze blieb daraufhin bis ins Ziel unverändert.
In Runde 68 kollidierten Martin Brundle und Patrick Tambay in der Mirabeau-Kurve. Beide Fahrer schieden aus.
Für Elio de Angelis sollte es der letzte Grand Prix werden. Er starb vier Tage nach dem Rennen bei Testfahrten in Le Castellet. Bis zum Rennwochenende in Imola 1994 war er der letzte Tote in der Formel 1.

## Meldeliste
| Team                           | Nr. | Fahrer             | Chassis        | Motor                         | Reifen |
| ------------------------------ | --- | ------------------ | -------------- | ----------------------------- | ------ |
| Marlboro McLaren International | 01  | Alain Prost        | McLaren MP4/2C | TAG/Porsche TTE PO1 1.5 V6t   | G      |
| Marlboro McLaren International | 02  | Keke Rosberg       | McLaren MP4/2C | TAG/Porsche TTE PO1 1.5 V6t   | G      |
| Data General Team Tyrrell      | 03  | Martin Brundle     | Tyrrell 015    | Renault EF15 1.5 V6t          | G      |
| Data General Team Tyrrell      | 04  | Philippe Streiff   | Tyrrell 015    | Renault EF15 1.5 V6t          | G      |
| Canon Williams Honda Team      | 05  | Nigel Mansell      | Williams FW11  | Honda RA166E 1.5 V6t          | G      |
| Canon Williams Honda Team      | 06  | Nelson Piquet      | Williams FW11  | Honda RA166E 1.5 V6t          | G      |
| Motor Racing Developments      | 07  | Riccardo Patrese   | Brabham BT55   | BMW M12/13 1.5 L4t            | P      |
| Motor Racing Developments      | 08  | Elio de Angelis    | Brabham BT55   | BMW M12/13 1.5 L4t            | P      |
| John Player Special Team Lotus | 11  | Johnny Dumfries    | Lotus 98T      | Renault EF15B 1.5 V6t         | G      |
| John Player Special Team Lotus | 12  | Ayrton Senna       | Lotus 98T      | Renault EF15B 1.5 V6t         | G      |
| West Zakspeed Racing           | 14  | Jonathan Palmer    | Zakspeed 861   | Zakspeed 1500/4 1.5 L4t       | G      |
| West Zakspeed Racing           | 29  | Huub Rothengatter  | Zakspeed 861   | Zakspeed 1500/4 1.5 L4t       | G      |
| Team Haas (USA) Ltd            | 15  | Alan Jones         | Lola THL2      | Ford Cosworth GBA 1.5 V6t     | G      |
| Team Haas (USA) Ltd            | 16  | Patrick Tambay     | Lola THL2      | Ford Cosworth GBA 1.5 V6t     | G      |
| Barclay Arrows BMW             | 17  | Marc Surer         | Arrows A8      | BMW M12/13 1.5 L4t            | G      |
| Barclay Arrows BMW             | 18  | Thierry Boutsen    | Arrows A8      | BMW M12/13 1.5 L4t            | G      |
| Benetton Formula Ltd           | 19  | Teo Fabi           | Benetton B186  | BMW M12/13 1.5 L4t            | P      |
| Benetton Formula Ltd           | 20  | Gerhard Berger     | Benetton B186  | BMW M12/13 1.5 L4t            | P      |
| Osella Squadra Corse           | 21  | Piercarlo Ghinzani | Osella FA1G    | Alfa Romeo 890T 1.5 V8t       | P      |
| Osella Squadra Corse           | 22  | Christian Danner   | Osella FA1F    | Alfa Romeo 890T 1.5 V8t       | P      |
| Minardi F1 Team                | 23  | Andrea de Cesaris  | Minardi M185B  | Motori Moderni 615-90 1.5 V6t | P      |
| Minardi F1 Team                | 24  | Alessandro Nannini | Minardi M185B  | Motori Moderni 615-90 1.5 V6t | P      |
| Équipe Ligier                  | 25  | René Arnoux        | Ligier JS27    | Renault EF15 1.5 V6t          | P      |
| Équipe Ligier                  | 26  | Jacques Laffite    | Ligier JS27    | Renault EF15 1.5 V6t          | P      |
| Scuderia Ferrari SpA SEFAC     | 27  | Michele Alboreto   | Ferrari F1/86  | Ferrari 032 1.5 V6t           | G      |
| Scuderia Ferrari SpA SEFAC     | 28  | Stefan Johansson   | Ferrari F1/86  | Ferrari 032 1.5 V6t           | G      |

## Klassifikationen

### Qualifying
| Pos. | Fahrer             | Konstrukteur           | Qualifikationstraining 1 | Qualifikationstraining 1 | Qualifikationstraining 2 | Qualifikationstraining 2 | Start |
| Pos. | Fahrer             | Konstrukteur           | Zeit                     | Ø-Geschwindigkeit        | Zeit                     | Ø-Geschwindigkeit        | Start |
| ---- | ------------------ | ---------------------- | ------------------------ | ------------------------ | ------------------------ | ------------------------ | ----- |
| 01   | Alain Prost        | McLaren-TAG-Porsche    | 1:26,059                 | 139,216 km/h             | 1:22,627                 | 144,999 km/h             | 01    |
| 02   | Nigel Mansell      | Williams-Honda         | 1:30,919                 | 131,774 km/h             | 1:23,047                 | 144,265 km/h             | 02    |
| 03   | Ayrton Senna       | Lotus-Renault          | 1:25,222                 | 140,583 km/h             | 1:23,175                 | 144,043 km/h             | 03    |
| 04   | Michele Alboreto   | Ferrari                | 1:26,839                 | 137,966 km/h             | 1:23,904                 | 142,792 km/h             | 04    |
| 05   | Gerhard Berger     | Benetton-BMW           | 1:26,280                 | 138,860 km/h             | 1:23,960                 | 142,697 km/h             | 05    |
| 06   | Riccardo Patrese   | Brabham-BMW            | 1:26,872                 | 137,913 km/h             | 1:24,102                 | 142,456 km/h             | 06    |
| 07   | Jacques Laffite    | Ligier-Renault         | 1:26,702                 | 138,184 km/h             | 1:24,402                 | 141,949 km/h             | 07    |
| 08   | Patrick Tambay     | Lola-Ford              | 1:27,038                 | 137,650 km/h             | 1:24,686                 | 141,473 km/h             | 08    |
| 09   | Keke Rosberg       | McLaren-TAG-Porsche    | 1:25,662                 | 139,861 km/h             | 1:24,701                 | 141,448 km/h             | 09    |
| 10   | Martin Brundle     | Tyrrell-Renault        | 1:28,564                 | 135,278 km/h             | 1:24,860                 | 141,183 km/h             | 10    |
| 11   | Nelson Piquet      | Williams-Honda         | 1:27,919                 | 136,271 km/h             | 1:25,287                 | 140,476 km/h             | 11    |
| 12   | René Arnoux        | Ligier-Renault         | 1:25,900                 | 139,474 km/h             | 1:25,538                 | 140,064 km/h             | 12    |
| 13   | Philippe Streiff   | Tyrrell-Renault        | 1:32,646                 | 129,318 km/h             | 1:25,720                 | 139,767 km/h             | 13    |
| 14   | Thierry Boutsen    | Arrows-BMW             | 1:29,244                 | 134,248 km/h             | 1:25,832                 | 139,584 km/h             | 14    |
| 15   | Stefan Johansson   | Ferrari                | 1:27,005                 | 137,702 km/h             | 1:25,907                 | 139,462 km/h             | 15    |
| 16   | Teo Fabi           | Benetton-BMW           | 1:29,397                 | 134,018 km/h             | 1:25,926                 | 139,432 km/h             | 16    |
| 17   | Marc Surer         | Arrows-BMW             | 1:28,878                 | 134,801 km/h             | 1:26,300                 | 138,827 km/h             | 17    |
| 18   | Alan Jones         | Lola-Ford              | 1:26,663                 | 138,246 km/h             | 1:26,456                 | 138,577 km/h             | 18    |
| 19   | Jonathan Palmer    | Zakspeed               | 1:30,152                 | 132,896 km/h             | 1:26,644                 | 138,276 km/h             | 19    |
| 20   | Elio de Angelis    | Brabham-BMW            | 1:27,191                 | 137,409 km/h             | 1:28,191                 | 135,851 km/h             | 20    |
| DNQ  | Piercarlo Ghinzani | Osella-Alfa Romeo      | 1:29,282                 | 134,191 km/h             | 1:27,288                 | 137,256 km/h             | –     |
| DNQ  | Johnny Dumfries    | Lotus-Renault          | 1:35,027                 | 126,078 km/h             | 1:27,826                 | 136,415 km/h             | –     |
| DNQ  | Huub Rothengatter  | Zakspeed               | 1:36,814                 | 123,751 km/h             | 1:28,060                 | 136,053 km/h             | –     |
| DNQ  | Christian Danner   | Osella-Alfa Romeo      | 1:30,986                 | 131,677 km/h             | 1:28,132                 | 135,942 km/h             | –     |
| DNQ  | Andrea de Cesaris  | Minardi-Motori Moderni | 1:28,962                 | 134,673 km/h             | 2:22,479                 | 84,088 km/h              | –     |
| DNQ  | Alessandro Nannini | Minardi-Motori Moderni | 1:29,447                 | 133,943 km/h             | 2:27,098                 | 81,448 km/h              | –     |

### Rennen
| Pos. | Fahrer           | Konstrukteur        | Runden | Stopps | Zeit        | Start | Schnellste Runde |
| ---- | ---------------- | ------------------- | ------ | ------ | ----------- | ----- | ---------------- |
| 01   | Alain Prost      | McLaren-TAG-Porsche | 78     | 1      | 1:55:41,060 | 01    | 1:26,607 (51.)   |
| 02   | Keke Rosberg     | McLaren-TAG-Porsche | 78     | 0      | + 25,022    | 09    | 1:26,971 (56.)   |
| 03   | Ayrton Senna     | Lotus-Renault       | 78     | 1      | + 53,646    | 03    | 1:26,843 (68.)   |
| 04   | Nigel Mansell    | Williams-Honda      | 78     | 0      | + 1:11,402  | 02    | 1:27,405 (58.)   |
| 05   | René Arnoux      | Ligier-Renault      | 77     | 0      | + 1 Runde   | 12    | 1:27,988 (26.)   |
| 06   | Jacques Laffite  | Ligier-Renault      | 77     | 0      | + 1 Runde   | 07    | 1:27,873 (28.)   |
| 07   | Nelson Piquet    | Williams-Honda      | 77     | 0      | + 1 Runde   | 11    | 1:27,797 (68.)   |
| 08   | Thierry Boutsen  | Arrows-BMW          | 75     | 0      | + 3 Runden  | 14    | 1:30,621 (53.)   |
| 09   | Marc Surer       | Arrows-BMW          | 75     | 0      | + 3 Runden  | 17    | 1:30,509 (47.)   |
| 10   | Stefan Johansson | Ferrari             | 75     | 2      | + 3 Runden  | 15    | 1:29,305 (68.)   |
| 11   | Philippe Streiff | Tyrrell-Renault     | 74     | 0      | + 4 Runden  | 13    | 1:31,098 (65.)   |
| 12   | Jonathan Palmer  | Zakspeed            | 74     | 0      | + 4 Runden  | 19    | 1:31,679 (47.)   |
| –    | Martin Brundle   | Tyrrell-Renault     | 67     | 0      | DNF         | 10    | 1:28,649 (62.)   |
| –    | Patrick Tambay   | Lola-Ford           | 67     | 0      | DNF         | 08    | 1:27,769 (62.)   |
| –    | Gerhard Berger   | Benetton-BMW        | 42     | 0      | DNF         | 05    | 1:28,944 (25.)   |
| –    | Michele Alboreto | Ferrari             | 38     | 0      | DNF         | 04    | 1:28,776 (25.)   |
| –    | Riccardo Patrese | Brabham-BMW         | 38     | 0      | DNF         | 06    | 1:27,585 (36.)   |
| –    | Elio de Angelis  | Brabham-BMW         | 31     | 0      | DNF         | 20    | 1:31,236 (13.)   |
| –    | Teo Fabi         | Benetton-BMW        | 17     | 0      | DNF         | 16    | 1:31,647 (05.)   |
| –    | Alan Jones       | Lola-Ford           | 2      | 0      | DNF         | 18    | 1:35,510 (02.)   |

## WM-Stände nach dem Rennen
Die ersten sechs des Rennens bekamen 9, 6, 4, 3, 2 bzw. 1 Punkt(e). In der Fahrerwertung wurden die besten elf Resultate, in der Konstrukteurswertung alle Resultate gewertet.

### Fahrerwertung
| Pos. | Fahrer           | Konstrukteur        | Punkte |
| ---- | ---------------- | ------------------- | ------ |
| 01   | Alain Prost      | McLaren-TAG-Porsche | 22     |
| 02   | Ayrton Senna     | Lotus-Renault       | 19     |
| 03   | Nelson Piquet    | Williams-Honda      | 15     |
| 04   | Keke Rosberg     | McLaren-TAG-Porsche | 11     |
| 05   | Nigel Mansell    | Williams-Honda      | 9      |
| 06   | Gerhard Berger   | Benetton-BMW        | 6      |
| 07   | René Arnoux      | Ligier-Renault      | 5      |
| 08   | Jacques Laffite  | Ligier-Renault      | 5      |
| 09   | Stefan Johansson | Ferrari             | 3      |
| 10   | Martin Brundle   | Tyrrell-Renault     | 2      |
| 11   | Teo Fabi         | Benetton-BMW        | 2      |
| 12   | Riccardo Patrese | Brabham-BMW         | 1      |
| 13   | Thierry Boutsen  | Arrows-BMW          | 0      |

| Pos. | Fahrer             | Konstrukteur           | Punkte |
| ---- | ------------------ | ---------------------- | ------ |
| 14   | Philippe Streiff   | Tyrrell-Renault        | 0      |
| 15   | Elio de Angelis    | Brabham-BMW            | 0      |
| 16   | Patrick Tambay     | Lola-Hart              | 0      |
| 17   | Marc Surer         | Arrows-BMW             | 0      |
| 18   | Johnny Dumfries    | Lotus-Renault          | 0      |
| 19   | Michele Alboreto   | Ferrari                | 0      |
| 20   | Jonathan Palmer    | Zakspeed               | 0      |
| –    | Christian Danner   | Osella-Alfa Romeo      | 0      |
| –    | Alessandro Nannini | Minardi-Motori Moderni | 0      |
| –    | Andrea de Cesaris  | Minardi-Motori Moderni | 0      |
| –    | Piercarlo Ghinzani | Osella-Alfa Romeo      | 0      |
| –    | Alan Jones         | Lola-Hart              | 0      |
| –    | Huub Rothengatter  | Zakspeed               | 0      |

### Konstrukteurswertung
| Pos. | Konstrukteur        | Punkte |
| ---- | ------------------- | ------ |
| 01   | McLaren-TAG-Porsche | 33     |
| 02   | Williams-Honda      | 24     |
| 03   | Lotus-Renault       | 19     |
| 04   | Ligier-Renault      | 10     |
| 05   | Benetton-BMW        | 8      |
| 06   | Ferrari             | 3      |
| 07   | Tyrrell-Ford        | 2      |

| Pos. | Konstrukteur           | Punkte |
| ---- | ---------------------- | ------ |
| 08   | Brabham-BMW            | 1      |
| 09   | Arrows-BMW             | 0      |
| 10   | Lola-Hart              | 0      |
| 11   | Zakspeed               | 0      |
| –    | Osella-Alfa Romeo      | 0      |
| –    | Minardi-Motori Moderni | 0      |